# Saanich (Volk)

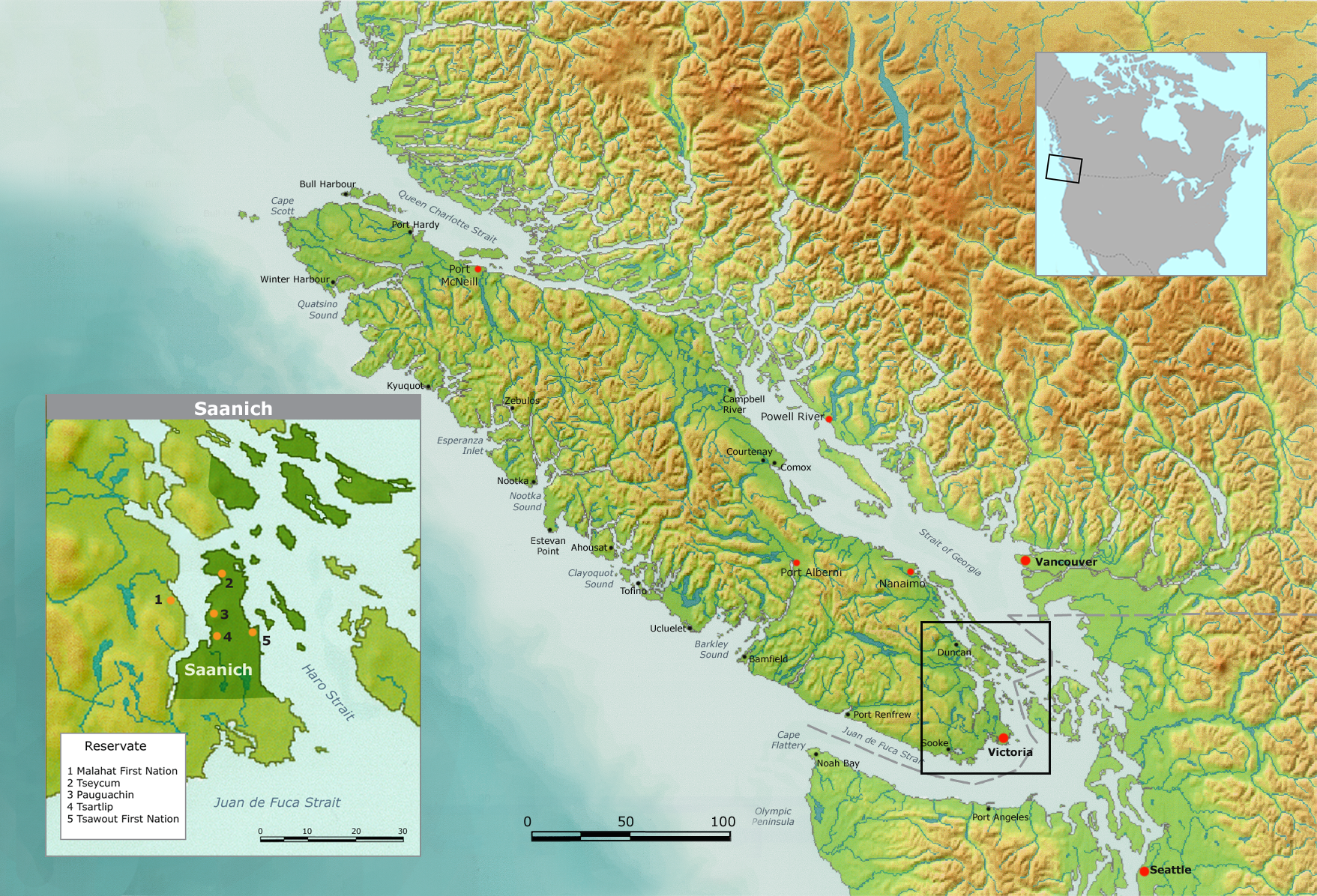
Traditionelles Stammesgebiet der Saanich und heutige Reservate (orange)

Die Saanich, W̱SÁNEĆ oder xʷsénəč („auftauchendes, entstehendes Land“, „auftauchendes, neu entstehendes Volk“) wie sie sich selbst und ihr traditionelles Stammesgebiet nennen, sind eine fünf First Nations umfassende kanadische Stammesgruppe, die einst Gebiete von der Nordküste der Olympic Peninsula im US-Bundesstaat Washington im Süden nordwärts einschließlich der Gulf Islands, San Juan Islands (WELÁLḴȽ/wəlélqɬ), der Saanich Peninsula (W̱SÁNEĆ oder xʷsénəč/xʷseʔnəč), dem Südende von Vancouver Island sowie dem Süden des Lower Mainland (SḰX̱O¸MEŚ/sqʷx̣ʷáʔməš) in British Columbia bewohnte.
Sie gehören kulturell als auch sprachlich zu den Küsten-Salish der Nordwestküstenkultur des Pazifiks und ihre Sprache, das SENĆOŦEN / W̱SÁNEĆḴEN, sənčáθən/xʷsénəčqən oder Saanich, ist ein Dialekt des Northern Straits Salish, einer der größten Dialektgruppen innerhalb des Zentralen Küsten-Salish (Central Coast Salish) aus der Salish-Sprachfamilie.
Neben den W̱SÁNEĆ (Saanich) sprechen SENĆOŦEN / Sənčaθən auch die benachbarten, jedoch nicht dieser Stammesgruppe angehörenden, Scia'new (Beecher Bay) (von ihnen W̱ĆIÁNEW̱ genannt – eine First Nation der Klallam) (W̱ĆIYÁNEW̱ / xʷčiyénəxʷ), Semiahmoo (von ihnen SEMYOME genannt) und Esquimalt (Ess-whoy-malth) (von ihnen SXIMEȽEȽ genannt).
Heute (Stand: September 2013) zählen die fünf W̱SÁNEĆ First Nations – die Malahat (MÁLEXEȽ) (313 Personen), Pauquachin (BOḰEĆEN) (393 Personen), Tsartlip (W̱JOȽEȽP) (ca. 900 Personen), Tsawout (SȾÁUTW̱) (855 Personen) und Tseycum (W̱SIḴEM) (181 Personen) – zusammen insgesamt ca. 2650 registrierte Stammesangehörige.

## Geschichte
Die W̱SÁNEĆ (Saanich) setzten sich aus fünf HÁÁȽTEN / héeɬtən (Wohnhausgruppen eder „Familien“) zusammen, die sich heute als First Nations bezeichnen: den als South Saanich (Südliche Saanich) bezeichneten Malahat (MÁLEXEȽ) und Pauquachin (BOḰEĆEN) (zwischen Gordon Head und Cowichan Head), sowie den Tsawout (SȾÁUTW̱) (an der Saanichton Bay), den Tseycum (W̱SIḴEM) (an der Patricia Bay) und den Tsartlip (W̱JOȽEȽP) (an der Brentwood Bay).

### Frühgeschichte
Zwischen etwa 500 und 1000 n. Chr. ist ein herausragendes Kennzeichen der Süd-Salish-Gruppen um Victoria (METULIYE/mətúliyə) eine große Zahl von Steinhaufen (cairns), die als Begräbnisstätten dienten. Allein in der Rocky Point Area westlich von Victoria lassen sich rund 400 dieser Grabhügel nachweisen, wobei wahrscheinlich hunderte dadurch verloren gegangen sind, dass man die Steine verwendete, um die Küste gegen Sturmfluten zu sichern. Eine große Zahl an Mounds ist auch um Metchosin (SMEĆE¸OŦEN / sməčəʔáθən) zu finden.
Wie die übrigen Stämme auf Vancouver Island, etwa die Nuu-chah-nulth, teilte sich die Gesellschaft in drei streng voneinander getrennte Klassen:
- Personen von hohem Rang/Prestige (einer oberen Klasse) bzw. SI¸ÁM¸/SI¸I¸ÁM¸ oder siʔém̕/siʔiʔém̕ – meist als Siem wiedergegeben,
- Personen von niedrigem Rang/Prestige (einer unteren Klasse) bzw. TSOS / tsás – meist als stesem wiedergegeben, und
- Sklaven bzw. SQÍEŦ / sk̕ʷə́yəθ – meist als Skeyes wiedergegeben.

### Die ersten Europäer
Die ersten spanischen und britischen Schiffe steuerten Esquimalt 1790 und 1792 an. Don Manuel Quimper ankerte 1790 im Hafen von Esquimalt und nannte den Ort „Puerto de Cordova“. Schon James Cook bewunderte die von den Indianern kultivierte Landschaft um das spätere Victoria. Der spätere Leiter der Hudson’s Bay Company sah in der parkartigen Landschaft der Region, mit offenen Grasflächen usw., ein ideales Siedlungsgebiet, „a perfect Elysium in point of climate and scenery“.
Die mit Musketen ausgestatteten Kwakwaka'wakw (W̱TIWEL/xʷtíwəl – „Räuber“ genannt, eine Sammelbezeichnung für alle nördlichen Stämme) bedrängten nach 1800 zunehmend die südlicher lebenden Stämme, die sich um 1840 zu einer großen Stammeskoalition verbanden und die Eindringlinge in der Schlacht an der Maple Bay besiegten. Diese Koalition griff 1843 auch Fort Victoria an, nachdem sich ein Streit um auf Indianerland weidendes Vieh entsponnen hatte, doch wurde der Streit nach Verhandlungen beigelegt.
1852 schloss James Douglas zwei (von insgesamt 14 Verträge) der so genannten Douglas Treaties auch mit den Saanich, mit den südlichen Saanich am 6. Februar 1852 – unterzeichnet von Whut-say mullet und neun weiteren Personen – und am 11. Februar mit den nördlichen Saanich – unterzeichnet von Hotutstun und 117 weiteren Personen. Gegen 386 Decken war dieser Vertrag die Grundlage, ihnen ihr Land zu nehmen, ähnlich wie schon 1850 den Songhees (LEQEṈEN / lək̕ʷə́ŋən genannt). In der Erinnerung der Saanich lebten die Verträge nicht als „treaties“ (Verträge), sondern als „"James Douglas’ Words“ weiter, als James Douglas’ Worte oder Zusagen.

### McKenna-McBride-Kommission
Als die McKenna-McBride-Kommission ab 1913 die Reservate British Columbias aufsuchte, schlug sie vor, dass die Reservate des „Saanich Tribe“, „No. 1-South Saanich, 483.00 acres“, „No. 2-East Saanich, 605.00 acres“, „No. 3-Cole Bay, 705.00 acres“ und „No. 4-Union Bay, North Saanich District, 71.00 acres“, ebenso wie „No. 5-Fulford Harbour, 43.00 acres; No. 6-Mayne Island, 323.00 acres; No. 7-Saturna Island, 360.00 acres, and No. 8-Pender Island, 8.00 acres“ bestehen bleiben sollten, doch sollten von No. 2 um 8,76 Acre zugunsten der Canadian Northern Pacific Railway und einer Straße eingezogen werden. Außerdem wurden „No. 11-Malahut, 586.00 acres“, „No. 12-Hatch Point, 92.00 acres“, „No. 13-Goldstream, 12.00 acres“ bestätigt, während „No. 10-Senanus Island, 3.90 acres“, das ursprünglich 4 Acre umfasst hatte, zugunsten eines Leuchtturms für die Marine verkleinert wurde. Ursprünglich sollte das Reservat ganz eingezogen werden, doch die Marine hatte offenbar nur sehr geringen Bedarf.
Rechtskraft erhielten die Vorschläge der Kommission erst 1923.

### Reservate
Die Malahat First Nation oder MÁLEXEȽ lebt in zwei Reservaten am Westufer des Saanich Inlet südlich der Mill Bay und im Goldstream und Highland District am südlichen Ende des Finlayson Arm sowie an der Mündung des Goldstream River. Zu ihnen zählten im August 2009 262 Menschen.
Die Pauguachin First Nation oder BOḰEĆEN verteilen sich auf drei Reservate, wobei Cole Bay 3 mit 284,7 ha das mit Abstand größte ist. Hatch Point und Goldstream umfassen nur 36,8 bzw. 4,8 ha und liegen am Westufer des Saanich Inlet bzw. am Südende des Finlayson Arm sowie an der Mündung des Goldstream River. Insgesamt zählen 374 Menschen zu den Pauguachin.
Die Tsawout First Nation oder SȾÁUTW̱ bewohnt sechs Reservate, zwei größere – East Saanich (237,7 ha) und Saturna Island (145,7 ha) – und vier kleine (Fulford Harbour 3, Pender Island, Bare Island, das aus Mandarte Island besteht, und Goldstream 13, mit zusammen kaum 36 ha). Insgesamt handelt es sich um knapp 420 ha. Zu dieser Gruppe zählen 766 Menschen.
Die Tseycum First Nation oder W̱SIḴEM leben überwiegend auf Saturna Island (145,7 ha), dazu kommen 28 ha am Saanich Inlet (Union Bay 4) und kleinere Gebiete auf Pender und Mandarte Island und wiederum an der Mündung des Goldstream River. Als registrierte Tseycum gelten 162 Menschen.
Zu den Tsartlip First Nation oder W̱JOȽEȽP zählten 2006 784 Menschen. Sie leben in den Reservaten Goldstream 13, Mayne Island 6, Senanus Island 10 und South Saanich 1.

### Wiederbelebung der Sprache
Die heutige ȽÁU, WELṈEW̱ Tribal School (LÁU,WELNEW – „Zufluchtsort“, Name ihres heiligen Berges) unterrichtete 2013 rund 279 Schüler von vier W̱SÁNEĆ First Nations – die Malahat (MÁLEXEȽ) ausgenommen. Dies ist umso erstaunlicher, als die Sprache der W̱SÁNEĆ (Saanich) praktisch ausgestorben war. Ihre Sprache wurde durch staatliche Unterrichtsvorschriften praktisch ausgerottet. In den Indianerschulen war der Gebrauch der Sprache streng verboten.
Dave Elliott, ein 1910 im Tsartlip-Reservat geborener Fischer, beherrschte das Sencofen noch. Als Elliott durch Arthritis zunehmend arbeitsunfähig wurde, arbeitete er als Hausmeister an der Tsartlip Indian Day School. Angesichts der zunehmenden Unkenntnis begann er, seine Sprache phonetisch aufzuzeichnen. Doch damit stieß er an Grenzen, so dass er ab 1977 eine Schrift entwickelte, bei der für jeden Laut genau ein Zeichen stand, das Dave Elliott Sencofen Alphabet. Elliott starb 1985, Earl Claxton führte daraufhin seine Arbeit weiter, um ein Wörterbuch zu publizieren.

## Aktuelle Situation
Drei W̱SÁNEĆ (Saanich) First Nations von der Saanich Peninsula – die Tsartlip, Tsawout und Pauquachin – sowie die Semiahmoo zur Sencot'en Alliance zusammengeschlossen, um Landansprüche und Souveränitätsrechte mit der Provinz British Columbia und der Bundesregierung in Ottawa zu verhandeln. Sie beanspruchen – teilweise in Konflikt mit anderen First Nations, insbesondere der Tsawwassen First Nation – die südlichen Gulf Islands, die San Juan Islands, Point Roberts sowie das angrenzende Festland den Coquitlam River entlang und das ganze Gebiet südlich des Fraser River einschließlich Seattles.
Die Malahat First Nation (MÁLEXEȽ) schloss sich für die Vertragsverhandlungen mit den First Nations der Scia'new (Beecher Bay), Nanoose (Sna-Naw-As), Songhees (LEQEṈEN/lək̕ʷə́ŋən genannt) und T'sou-ke (SO¸EȻ/sáʔəkʷ genannt) in der Te’Mexw Treaty Association zusammen.
Die Tsartlip First Nation (W̱JOȽEȽP) versucht derzeit am energischsten ihre Souveränität zu pflegen. Dazu gehört die wirtschaftliche Unabhängigkeit, wozu das Arbutus-Projekt ins Leben gerufen wurde. Dieses Resort soll nach fünf Jahren Bauzeit fertiggestellt sein. Allan Claxton von der Tsawout First Nation konnte im März 2007 verkünden, dass nach einer Abstimmung, bei der 232 für, 70 gegen das Projekt stimmten, und 2 Stimmen ungültig waren, eine Rückgabe der Landrechte und der Verwaltung erfolgen kann. Damit werden alle die Bodenadministration betreffenden Bereiche des Indianergesetzes (Indian Act) aufgehoben und eine autonome Verwaltung eingesetzt.